# Верхній Яр (Далматовський район)
Ве́рхній Яр (рос. Верхний Яр) — село у складі Далматовського району Курганської області, Росія. Адміністративний центр Верхньоярської сільської ради.
Населення — 403 особи (2010, 478 у 2002).
Національний склад станом на 2002 рік: росіяни — 86 %.